# روند فان درينثي 2023
روند فان درينثي 2023 هو سباق دراجات هوائية من فئة  سباق يوم واحد، وهو الموسم الستين من روند فان درينثي، وأقيم في 12 مارس 2023 ضمن سباقات طواف أوروبا للدراجات 2023.
فاز بالمركز الأول بير ستراند هاجينز، وفاز بالمركز الثاني Tobias Lund Andresen ‏، وفاز بالمركز الثالث آدم دي فوس.

## الفرق
| فرق عالمية (5)- Alpecin-Deceuninck - Intermarché-Circus-Wanty - Jumbo-Visma - Arkéa-Samsic - Team DSM فرق برو (7)- TotalEnergies - بنجوال باوليز ساوكس دبليو بي ‏ - بولتون إكوتيز بلاك سبوك برو سايكلنج 2023 ‏ - Human Powered Health - Lotto Dstny - سبورت فلاندرين بالويس ‏ - تيم نوفو نورديسك ‏ فرق قارية (7)- Parkhotel Valkenburg CT ‏ - Diftar Continental Cyclingteam ‏ - بيت سايكلنج 2023 ‏ - Leopard TOGT Pro Cycling ‏ - ميتك سولاروات بي/بي مانتيل 2023 ‏ - Unibet Tietema Rockets ‏ - فولكر ويسيلز سيكلينج تيم 2023 ‏ فريق وطني- فريق هولندا لركوب الدراجات للرجال ‏ |  |
| |  |

## التصنيف العام النهائي
| التصنيف العام         | التصنيف العام         | التصنيف العام            | التصنيف العام | التصنيف العام |
| العداء                | العداء                | الفريق                   | الوقت         |               |
| --------------------- | --------------------- | ------------------------ | ------------- | ------------- |
| 1                     | بير ستراند هاجينز     | Jumbo-Visma              | 3 س 07 د 00 ث |               |
| 2                     | Tobias Lund Andresen ‏ | Team DSM                 | + 8 ث         |               |
| 3                     | آدم دي فوس            | Human Powered Health     | + 8 ث         |               |
| 4                     | Florian Vermeersch ‏   | Lotto Dstny              | + 8 ث         |               |
| 5                     | سام ويلسفورد          | Team DSM                 | + 32 ث        |               |
| 6                     | Milan Menten ‏         | Lotto Dstny              | + 32 ث        |               |
| 7                     | جينثي بيرمانز ‏        | اركيا سامسيك             | + 32 ث        |               |
| 8                     | Gerben Thijssen ‏      | Intermarché-Circus-Wanty | + 32 ث        |               |
| 9                     | Casper van Uden ‏      | Team DSM                 | + 32 ث        |               |
| 10                    | Vito Braet ‏           | سبورت فلاندرين بالويس ‏   | + 32 ث        |               |
|                       |                       |                          |               |               |
| مصدر: ProCyclingStats |                       |                          |               |               |

## وصلات خارجية
- الموقع الرسمي
- لمحة عن سباق روند فان درينثي 2023 على موقع  ProCyclingStats   (برو  سايكلنج  ستاتس) - إحصاءات  محترفي  الدراجات.
- روند فان درينثي 2023 على موقع إحصائيات الدراجات الإحترافية (الإنجليزية)